# Гипрошахт
ОАО «Гипрошахт» — российская компания, офис которой расположен в Санкт-Петербурге. Полное наименование — Открытое акционерное общество «Институт по проектированию предприятий угольной промышленности „Гипрошахт“».

## История
Институт «Гипрошахт» образован в 1928 году по личному распоряжению Заместителя председателя СНК СССР Г. К. Орджоникидзе на основании постановления ЦИК и СНК СССР с целью организации проектного дела в каменноугольной промышленности страны.

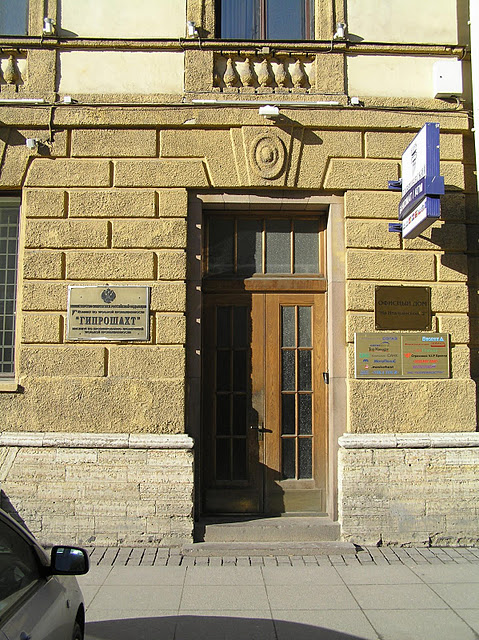
Центральный вход в институт Гипрошахт

Инициаторами создания организации по проектированию угольных предприятий в Ленинграде были известные ученые в области горного дела, профессора Ленинградского Горного института А. А. Скочинский и Л. Б. Левинсон.
Создание института в Ленинграде, городе, удаленном от основных угольных бассейнов страны, было вызвано тем, что проектное дело в стране в тот период находилось в зачаточном состоянии, и для вновь создаваемых проектных организаций была крайне необходима авторитетная консультативная помощь специалистов высших учебных заведений и Академии наук СССР, прежде всего, ученых Горного института, ЛИСИ, ЛИИЖТ и других технических ВУЗов.
Участие выдающихся ученых и организаторов горного производства в работе института в период его становления — А. А. Скочинского, А. П. Германа, Л. Б. Левинсона, Н. И. Трушкова, Ф. Н. Шклярского, Д. Ф. Борисова, В. Д. Слесарева, Л. Г. Тымовского, В. И. Геронтьева и других, а также широкие связи с научными и исследовательскими организациями угольной и других отраслей промышленности, расположенными в Ленинграде, позволили Гипрошахту в короткий срок стать ведущей организацией в области проектирования предприятий угольной и других отраслей горной промышленности.
Благодаря участию в организации института видных ученых в короткие сроки были разработаны и внедрены в практику основы теории проектирования промышленных предприятий отрасли и нормативная база, которые в усовершенствованном виде используются в практике проектирования и в настоящее время.
Основной задачей, поставленной перед институтом при его создании, была разработка проектов угольных предприятий Урала, Подмосковного бассейна, Караганды и Средней Азии.
Уже в первые три года деятельности института по его проектам было осуществлено строительство 6-ти шахт в Подмосковном бассейне общей мощностью 1,6 млн т угля в год, что в то время являлось существенным техническим достижением. Одновременно институт обеспечил разработку проектной документации на строительство соляной шахты в пос. Илецкая защита, открытых разработок фосфорита на Воскресенском и Верхне-Камском месторождениях, Соликамской калийной шахты, ртутного рудника в Никитовке, открытых работ по добыче асбеста на Баженовском месторождении Урала.
Для угольных шахт Челябинского и Кизеловского районов Урала были разработаны типовые проекты, по которым было построено 15 шахт.
В 1930-х годах, в связи с увеличением темпов промышленного строительства, возникла необходимость, наряду с проектированием отдельных предприятий, осуществлять разработку комплексных проектов по бассейнам и месторождениям с решением всех вопросов, связанных с их освоением — электроснабжения, водоснабжения, транспорта, жилстроительства и т. п.
Метод комплексного проектирования впервые был применен Гипрошахтом при разработке проектов освоения Карагандинского и Гдовского бассейнов, Еманжелинского и Коркинского месторождений треста «Челябинскуголь», Черновского и Буреинского месторождений в Восточной Сибири.
В этот период деятельности институт внес значительный вклад в обеспечение углем морского и речного флотов, обслуживающих северные водные коммуникации страны. По проектам Гипрошахта были восстановлены и реконструированы шахты «Баренцбург», «Грумант», «Гора Пирамида» на о. Шпицберген, запроектирован ряд других объектов Главсевморпути. Для угольной промышленности Урала были разработаны проекты 23-х шахт, намеченных к закладке в начале 40-х годов. Для обеспечения их строительства в установленные сроки на Урал были направлены специальные бригады проектировщиков, осуществлявших авторский надзор и разработку рабочей документации на местах.
В 1935 году институт развернул работы по освоению Печорского угольного бассейна, генеральным проектировщиком по которому является до настоящего времени. Одновременно Гипрошахт выполнял ряд научно-исследовательских работ: исследование рудничной вентиляции (под руководством А. А. Скочинского), изучение горного давления (под руководством В. И. Геронтьева), экспериментальные исследования пневматической закладки в Кузбассе и др.
Отечественная война потребовала полной перестройки работы института. Основные кадры, за исключением призванных в армию, были эвакуированы на Урал в г. Карпинск, где институт в условиях военного времени продолжал работу до 1944 года.
Отдельная бригада Гипрошахта во время войны работала в Воркуте, где обеспечивала проектной документацией предприятия Печорского угольного бассейна.
За большой вклад в обеспечение углем потребности промышленных предприятий в военное время многие специалисты института были удостоены правительственных наград.
В первые послевоенные годы основной объём работ, выполнявшихся институтом, был связан с восстановлением разрушенных во время войны шахт Донбасса, Прибалтийского сланцевого бассейна, интенсивным строительством шахт в Печорском бассейне и проектированием отдельных предприятий в Кизеловском бассейне, Хакасии, на Украине, Дальнем Востоке, Сахалине и Южном Урале.
В это время «Гипрошахт» начинает специализироваться на проектировании обогатительных и брикетных фабрик. С начала 50-х годов начаты работы по проектированию горнодобывающих предприятий в зарубежных странах, таких как Румыния, Вьетнам, Китай, Корея (КНДР), Монголия, Индия и других.
По проектам института, выполненным с учётом достижений науки, техники и передового опыта отрасли, построены предприятия, которые по новизне и оригинальности проектных решений, уровню комплексной механизации и автоматизации производственных процессов явились образцом отечественного шахтостроения. Которые не только ко времени их ввода, но и в настоящее время являются технически передовыми предприятиями, эксплуатируемыми с высокими технико-экономическими показателями. К их числу относятся такие крупнейшие предприятия в Европе, как: шахта «Воргашорская» АО «Воркутауголь» (проектной мощностью 4,5 млн т. угля в год), Печорская ЦОФ (проектной мощностью 6,0 млн т. в год).
Институтом разработаны уникальные проекты мощных угольных разрезов на месторождениях Красноярского края:
- Бородинский, мощностью 30,0 млн т/год;
- Назаровский, мощностью 16,0 млн т/год;
- Ирша-Бородинский, мощностью 25,0 млн т/год;
- Березовский, мощностью 55,0 млн т/год.

За время деятельности института по его проектам в Советском Союзе, а затем и в России, построено и сдано в эксплуатацию 244 угольных и 17 сланцевых шахт, 35 угольных и 4 сланцевых разреза, 48 обогатительных и 5 брикетных фабрик. За период с 1950 года для зарубежных стран были разработаны 38 проектов угольных шахт, 34 проекта угольных карьеров, 16 проектов обогатительных фабрик, в том числе:
- для Индии — 7 проектов угольных шахт, 8 проектов угольных карьеров, 2 проекта обогатительных фабрик;
- для КНР — 23 проекта угольных шахт, 9 проектов угольных карьеров, 5 проектов обогатительных фабрик;
- для Вьетнама — 3 проекта угольных шахт, 4 проекта угольных карьеров, 4 проекта обогатительных фабрик;
- для Монголии — 5 проектов угольных карьеров;
- для Болгарии — 7 проектов угольных карьеров, 2 проекта обогатительных фабрик;
- для Румынии — 2 проекта угольных шахт;
- для Югославии — 2 проекта угольных карьеров;
- для КНДР — 3 проекта угольных шахт, 1 проект угольного карьера, 1 проект обогатительной фабрики.

Всего по проектам «Гипрошахт» построено и реконструировано в России и за границей более 350 предприятий угольной и сланцевой промышленности суммарной проектной мощностью более 300 млн т. угля в год.
Учитывая то, что месторождения полезных ископаемых, по которым выполнены проекты, расположены в разных горно-геологических условиях и климатических зонах, «Гипрошахт» накопил опыт проектирования горнодобывающих предприятий в сложных горно-геологических условиях в тропическом климате и Заполярье.
Кроме предприятий угольной отрасли, «Гипрошахт» имеет опыт проектирования объектов стройиндустрии, объектов россыпных месторождений полезных ископаемых, а также промышленных объектов других отраслей промышленности.

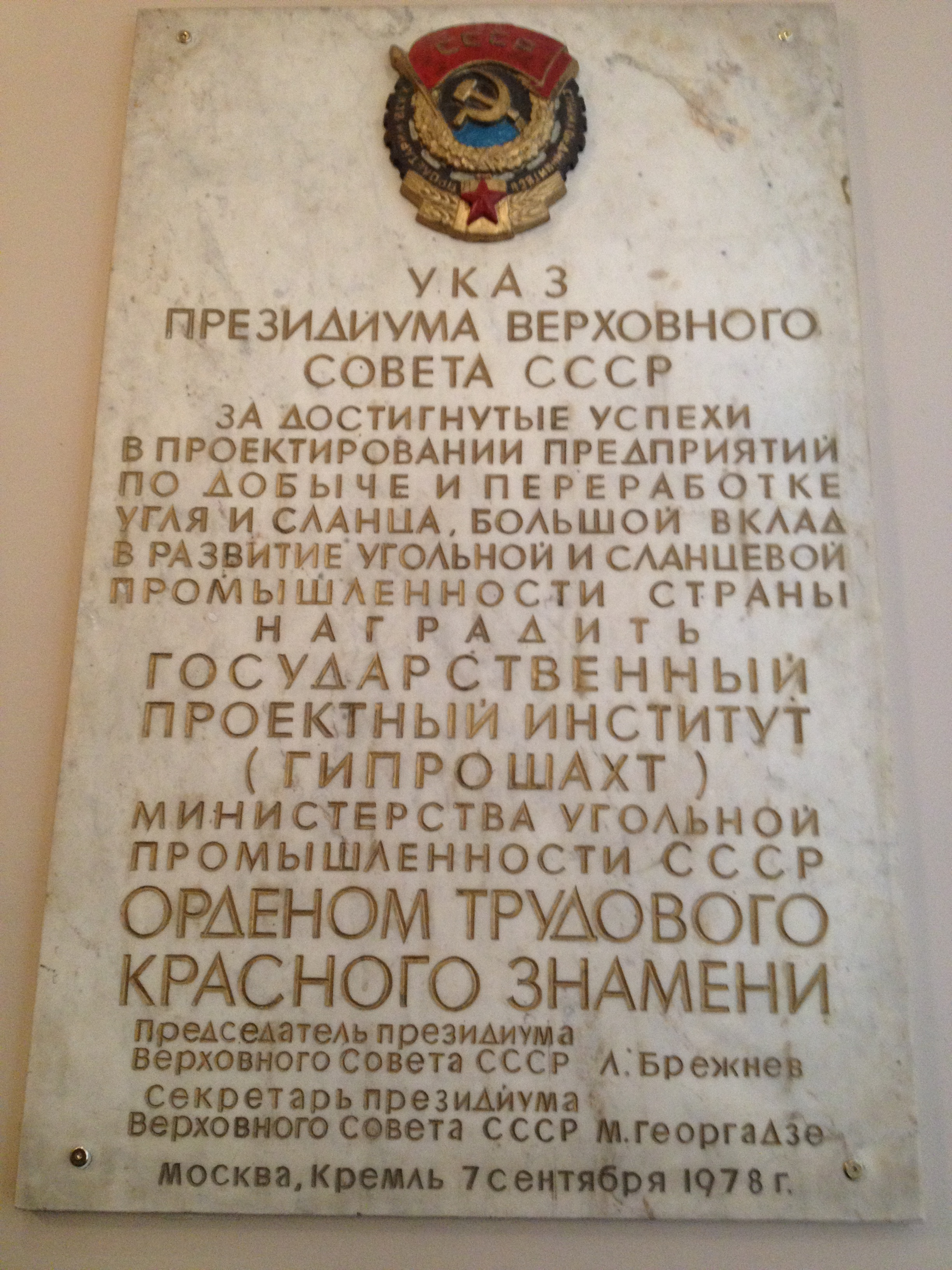
Мемориальная доска, посвященная награждению института Орденом Трудового Красного Знамени

В 1978 году, за достигнутые успехи в проектировании предприятий по добыче и переработке угля и сланца, Государственный проектный институт «Гипрошахт» был награждён орденом Трудового Красного Знамени.
В 1982 году на «Гипрошахт» были возложены новые ответственные задачи. Институт был назначен головной проектной организацией по зарубежному проектированию, и ему вменялась в обязанность обеспечение проектной документацией объектов, строящихся в зарубежных странах при техническом содействии СССР.
В 1993 году институт реорганизован в АООТ «СПб-Гипрошахт».
В 2007 году была вновь изменена форма собственности на открытое акционерное общество, а институту возвращено историческое наименование «Гипрошахт».
Общество привлекает к выполнению проектов высококвалифицированных специалистов в области проектирования предприятий угольной и сланцевой промышленности, располагает современной нормативной базой, техническими средствами и технологиями проектирования.
Накопленный за 85 лет опыт проектирования предприятий в нашей стране и за рубежом позволяет институту выполнять проекты на высоком техническом уровне для любых горно-геологических, климатических и других местных условий.
В настоящее время институт развивает сотрудничество с родственными организациями других стран — Центральным индийским институтом по проектированию угольной промышленности (CMPDI), Пекинским и Ханойским проектными институтами, Болгарским институтом Минпроект и др. Подписаны Генеральные соглашения о сотрудничестве с поставщиками горного оборудования MAN TAKRAF, ThyssenKrupp, Mincom, General Electric, CETCO, RAG, и др.

## Текущая деятельность
За последние годы (с 2002 по 2007 гг.) институтом выполнено более 190 работ для более чем 40 заказчиков.
Из них:
- для предприятий, отрабатывающих запасы полезных ископаемых подземным способом, — 56 работ;
- для предприятий, отрабатывающих запасы полезных ископаемых открытым способом, — 38 работ;
- для предприятий по переработке (обогащению) полезных ископаемых — 16 работ;
- для других предприятий — 82 работы.

## Основные заказчики
- En+ Group
- ОАО «Сибирская угольная энергетическая компания» (СУЭК)
- ЗАО «Енисейская промышленная компания» (ЕПК)
- ООО «Арктические разработки»
- ОАО «Ургалуголь»
- ООО «Шория -Кузбасс»
- ООО УПР АО «Красноярскуголь»
- ОАО Комбинат «Магнезит»
- ЗАО «Северо-Тихоокеанская угольная компания»
- ОАО «Лафарж Цемент»
- ООО «Регион-Ойл»
- ООО «Тувинская горнорудная компания»

## Собственники и руководство
Основные владельцы компании:

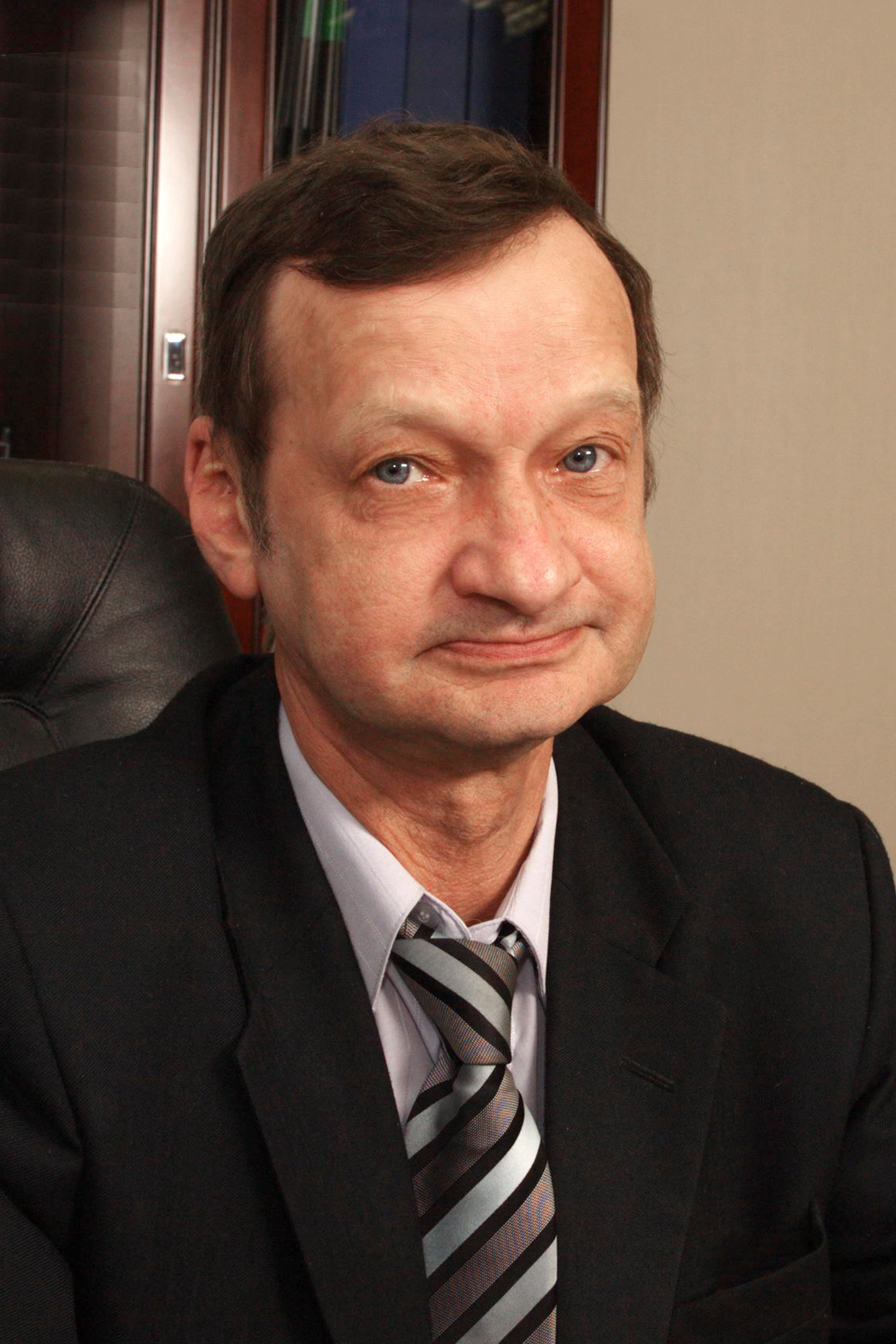
к. г.-м. н. В. Н. Назима — Генеральный директор ОАО Гипрошахт

- Генеральный директор — к. г-м. н. Назима Виктор Николаевич.

Руководство:
- Лекарев Алексей Георгиевич — Первый заместитель генерального директора
- Аммосов Максим Германович — Заместитель генерального директора по экономике и финансам
- Стратов Валерий Григорьевич — Главный инженер
- Рогозинский Виктор Викторович — Заместитель главного инженера, начальник производственного отдела

## Подразделения института
- Административно-управленческий персонал
- Юридический отдел
- Бухгалтерия
- Планово-производственный отдел
- Бюро Главных инженеров проектов
- Геологический сектор
- Сектор гидрогеомеханики
- Горный сектор
- Сектор открытых работ
- Сектор обогащения, брикетирования и технологии поверхности
- Сектор ремонтно-складского хозяйства
- Архитектурно-строительный сектор
- Сектор водоснабжения, канализации и хвостового хозяйства
- Сектор отопления и вентиляции
- Сектор электротехники
- Сектор тепломеханики
- Сектор автоматизации
- Сектор связи
- Сектор экологии
- Сектор транспорта и генерального плана
- Сектор охраны труда и промышленной безопасности
- Сектор экономических обоснований с сметной документации
- Группа выпуска проектов
- Архив и спецчасть

## Здание института

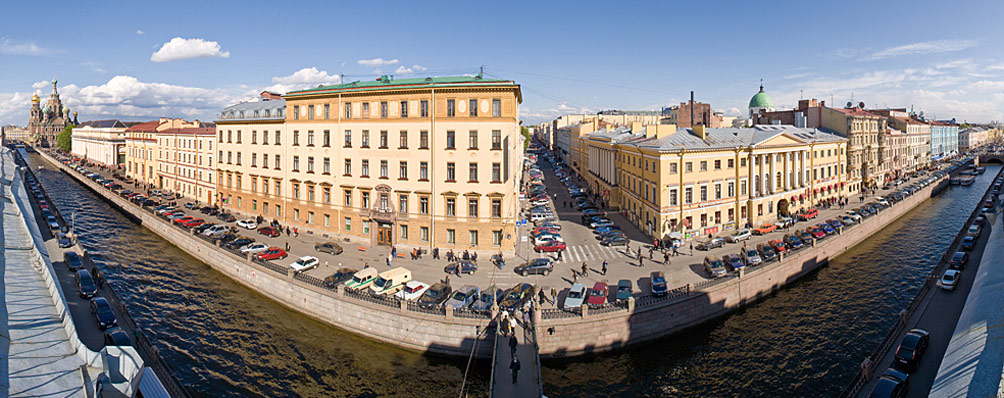
Здание ОАО «Гипрошахт» — Особняк М. А. Горчакова — «Товарищества нефтяного производства братьев Нобель», Итальянский мост и перспектива Итальянской улицы. Вид с Канала Грибоедова

Офис компании занимает в центре Санкт-Петербурга историческое здание, построенное в середине XIX века как особняк М. А. Горчакова, впоследствии приобретённое для торгового дома и штаб-квартиры «Товарищества нефтяного производства братьев Нобель». В 1896 году здание было надстроено и частично перестроено внутри А. Оссоланусом, а в 1909 г существенно перестроено и декорировано в стиле неоклассицизм по проекту Ф. И. Лидваля .

Здание включено в Единый государственный реестр объектов культурного наследия (памятников истории и культуры) народов Российской Федерации в качестве объекта культурного наследия регионального значения на основании распоряжения Комитета по государственному контролю использованию и охране памятников истории и культуры № 10-33 от 20.10.2009 г.